# ナウト
ナウト（英: Nauto, Inc.）は、アメリカカリフォルニア州パロアルトに本社を置く、画像認識技術と人工知能アルゴリズムを開発するスタートアップである。自動運転車の開発には莫大な走行データや事故原因の蓄積が必要となるが、走行データを収集する有効な方法の1つとしてゼネラルモーターズ、トヨタ自動車、BMWといった自動車メーカーやAndroidの生みの親アンディ・ルービンが率いるPlayground Globalなどから注目され出資を受けている。

## 概要
ナウトは、AI搭載通信型ドライブレコーダーと管理用ウェブアプリケーションを組み合わせたソリューションを、法人向けに開発・提供しているAI搭載通信を開発している。ドライブレコーダーは後付式で多様な車種に簡単に取り付けでき、LTE通信機能を保有する。カメラは前方と後方の2つ搭載されており、車外と運転手の様子を同時に監視して、通信ネットワークを介してクラウドサーバーに走行情報や事故原因を送信。ディープラーニングとコンピュータビジョン技術を用いてクラウド上で解析しデータとして蓄積している。
また、ドライブレコーダーは内部にGPUを搭載しており、デバイス単体で（クラウドに送信せず）車内外の映像を分析して危険判断を行うことができる。危険を検知した場合、その場で運転手に警告することができ、事故を未然防止に貢献する。アメリカのタクシー会社では事故が2割軽減したと紹介されている。他にも事故予防では、運転手が運転中にスマートフォンを操作したり前方車両との衝突リスクがあると通知し、運行管理では顔認識機能を用いて居眠り運転、脇見運転、煽り運転を検知し運転手へ警告。勤務中の運転手ごとの運転リスク情報を蓄積することで雇用主は高リスクドライバーの特定を行うことができる。
2017年7月に日本法人「Nauto Japan合同会社」設立。2018年8月より日本国内でも提供が開始された。

## 沿革
- 2015年3月3日 - Stefan HeckとFrederick Sooにより設立
- 2016年4月13日 - シリーズAラウンドでPlayground Global、Draper Nexus Venturesなどから1200万ドル調達[5]
- 2016年10月7日 - シリーズAラウンドでAllianz X、Toyota AI Ventures、BMW i Venturesなどから資金調達[6]
- 2017年6月27日 - 日本法人設立

- 2017年7月19日 - シリーズBラウンドでソフトバンク・ビジョン・ファンド、GM Ventures、Toyota AI Ventures、BMW i Venturesなどから1億5900万ドル調達[7]

- 2018年8月6日 - オリックス自動車がNauto製ドライブレコーダーの日本国内提供開始[8]
- 2023年6月15日 - Stellantis Venturesから資金調達